# Marcus Richter (Moderator)

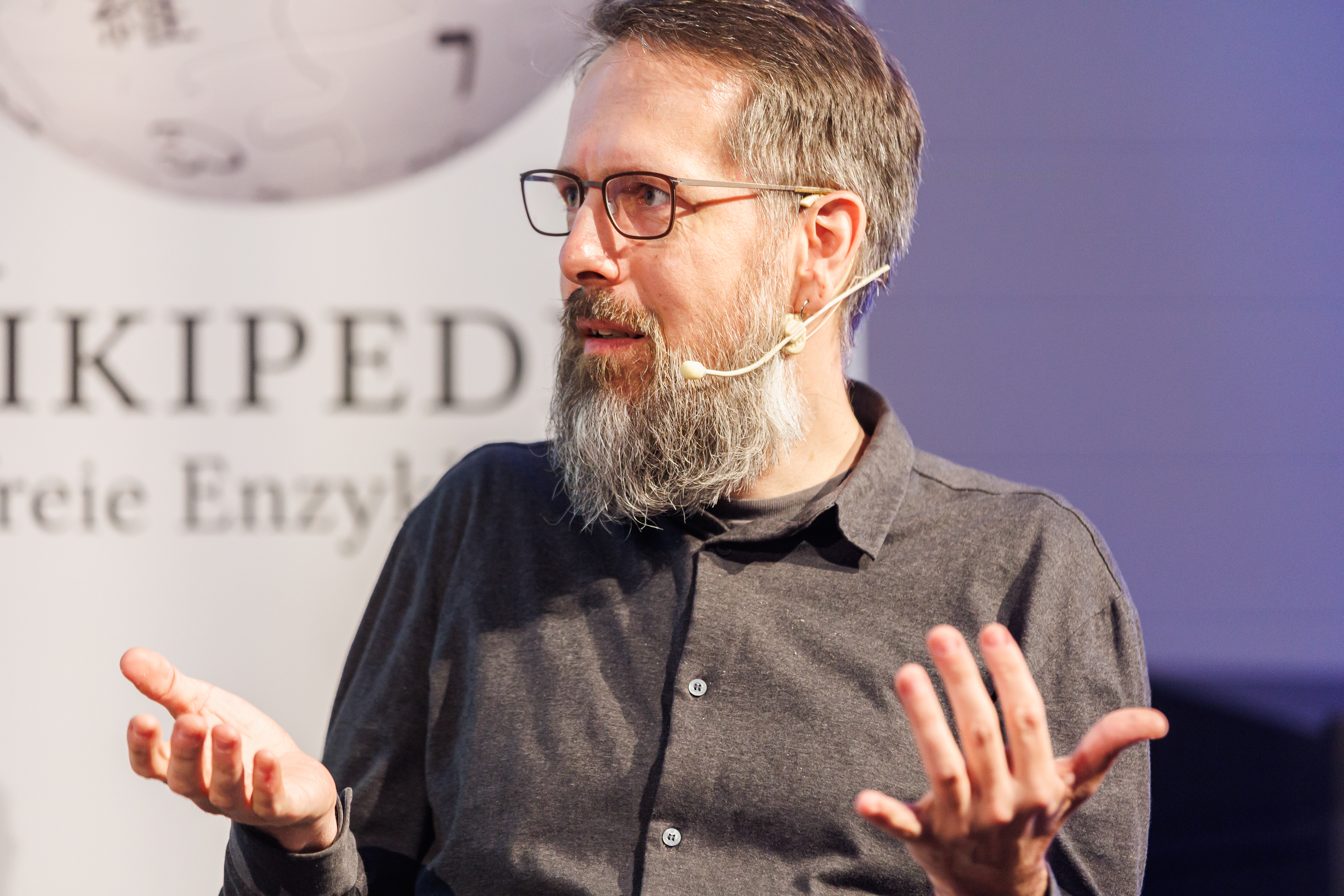
Marcus Richter (2024)

Marcus Richter ist freier Redakteur, Moderator und Podcaster, der sich v. a. mit dem digitalen Wandel und seiner politischen, kulturellen und sozialen Auswirkungen auf die Gesellschaft beschäftigt. Er ist zudem Spezialist für Computerspiele und netzpolitische Entwicklungen. Richter moderiert beim Deutschlandfunk Kultur die Sendung Breitband und im Popkulturmagazin Kompressor die Rubrik Vorgespielt.

## Leben
2006 bis 2012 war Richter bei Fritz, dem Jugendradio des rbb, Moderator der Sendung Trackback. Die Sendung beschäftigte sich ausgiebig mit dem Thema Blogosphäre und deren Macherinnen und Machern. Er produzierte zudem den wöchentlichen Game-Tipp und moderierte regelmäßig das wöchentliche Talk-Format Blue Moon. Fester Bestandteil dieses Formats war am Monatsende bis 2018 das sogenannte Chaosradio, in dem Gäste des Chaos Computer Clubs empfangen wurden.
Richter moderierte die Veranstaltung „Quartett der Spielekultur“ der Stiftung Digitale Spielekultur, die Verleihung des Preises mb21 und die Abschlusspräsentation des Hackathons Jugend hackt in Berlin und den Dieter Baacke Preis.
Er veröffentlicht Podcasts unter dem Titel monoxyd, ist Autor und Produzent von Radio Motherboard bei VICE/Audible und produziert seit 2019 gemeinsam mit anderen die Kindersendung Kakadu bei Deutschlandfunk Kultur als Podcast. Richter ist Host und Produzent einer Reihe von eigenen Podcasts, zu denen u. a. die 2017 für den klicksafe Preis nominierte Rechtsbelehrung, das einstündige Talkformat der Weisheit, das auch auf Radio Bremen ausgestrahlt wird, sowie das Computerspielemagazin Indie Fresse und der Medienerziehungspodcast Nur 30 Minuten gehören, den er mit der Buchautorin Patricia Cammarata betreibt.
Richter war in der Talkshow Guse Berlin von Chris Guse im rbb als Computerspieler Mega Marko zu sehen.